# 鯊鹿兒
鯊鹿兒，又稱鹿化鯊、鯊化鹿，是台灣民間傳說中的一種异兽，能夠變成鹿和鯊魚兩種動物。

## 外表與能力
鯊鹿兒可以在鹿和鯊魚之間變換外型，在陸地上的時候是鹿、入水之後就會變成鯊魚，但鯊魚的頭部仍然保有一對鹿角。另外，據說只要含著水向變成鹿的牠們噴，就可以把牠們變成鯊魚的外型。

## 原型與分布
記載中，鯊鹿兒變成的鹿種身上有梅花般的白點，應該是台灣梅花鹿，該鹿種曾經廣泛分布在台灣的土地上，而對鯊鹿兒的紀錄也同時出現在宜蘭和鹿港兩地。早期的台灣人也有「鯊魚和鹿是同一種動物」的觀念。

## 类似
鲲鹏

## 参看
台湾妖怪列表